# Yang Xiaoxu
Det här är en artikel om en person med kinesiskt personnamn; Yang är familjenamnet.
Yang Xiaoxu (kinesiska: 杨晓旭), född 20 oktober 1996, är en kinesisk kanotist.

## Karriär
Vid olympiska sommarspelen 2020 i Tokyo tävlade Yang i två grenar. Han blev utslagen i kvartsfinalen i K-1 200 meter samt var en del av Kinas lag tillsammans med Wang Congkang, Zhang Dong och Bu Tingkai som blev utslagna i semifinalen på K-4 500 meter.